# Batalla de Jilib
La batalla de Jilib fou un combat de la guerra civil de Somàlia entre les forces de la Unió de Corts Islàmiques de Somàlia dirigides per Yusuf Hassan i les forces de l'exèrcit d'Etiòpia amb suport de forces lleials al Govern Federal de Transició dirigides pel ministre de defensa Barre Adan Shire Hiiraale (cap de l'Aliança de la Vall del Juba)

## Antecedents
A partir del febrer o març del 2006 la lluita contra les Corts Islàmiques de Somàlia es va fer més dura. Els senyors de la guerra, membres tots (excepte un, aliat de les corts) del Govern Federal de Transició estaven ara tots agrupats en l'Aliança per la Restauració de la Pau i Contra el Terrorisme. El govern va ordenar parar els combats però no van obeir l'orde i els quatre senyors que eren ministres foren cessats (Ministre de Seguretat Mohamed Afrah Qanyare, Ministre de Comerç Musa Sudi Yalahow, Ministre de Rehabilitació Issa Botan Alin i ministre d'Afers Religiosos Omar Muhamoud Finnish. El dia 5 de juny del 2006 els islamistes entraven a la capital Mogadiscio. El feble i fràgil TFG enapçalat per Abdullahi Yusuf, que només era capaç de controlar terreny al sud de Mogadiscio i la ciutat de Baidoa, va prendre la impopular decisió de convidar Etiòpia a intervenir a Somàlia. La guerra va començar oficialment poc després del 20 de juliol de 2006, quan les tropes etíops, recolzades pels EUA, van envair Somàlia.
El començament de les batalles més intenses es va dur a terme el 20 de desembre de 2006 amb la batalla de Baidoa, que es va produir després que les Corts Islàmiques donessin un termini d'una setmana donat a Etiòpia per retirar-se de Somàlia. Etiòpia, però, es va negar a abandonar les seves posicions al voltant de la capital provisional del Govern Federal de Transició a Baidoa i els islamistes forn derrotats, retirant-se a Mogadiscio, i el 27 de desembre l'exèrcit etíop, mercès a l'aviació, l'artilleria i els tancs va poder ocupar Jowhar, l'última ciutat important i bastió estratègic de les Corts Islàmiques de Somàlia que va caure en mans de les forces etíops i del Govern Federal de Transició abans que aquestes últimes prenguessin Mogadiscio dos dies després. Les Nacions Unides va informar que diversos països àrabs com Líbia i Egipte, també estaven donant suport a l'UCI a través d'Eritrea. Malgrat el fet hagués estat divulgat més tard, un petit grup de forces especials dels Estats Units van acompanyar el govern i les forces etíops després del col·lapse i la retirada de l'UCI per donar ajuda militar i localitzar els militants d'Al-Qaida.

## La batalla
Les forces islamistes s'havien retirar de Mogadiscio i es dirigien a Kismaayo, el seu darrer reducte. Van establir posicions defensives a Jilib al riu Juba i prop del Shabele. La nit del 30 al 31 de desembre del 2006 les posicions islamistes van començar a ser bombardejades. El bombardeig va durar tota la nit. Al matí va esclatar un motí entre les forces islamistes i la defensa es van enfonsar. Les milícies islàmiques van abandonar Jilib i Kismaayo durant el dia 31 de desembre i es van dirigir cap a la frontera de Kenya.

## Conseqüències
Els islamistes que van anar cap a Dhobley foren atacats per l'aviació etíop. La resta va anar cap a Ras Kamboni on van lliurar la darrera batalla d'aquesta fase de la guerra.